# Audi Cup
Audi Cup — двухдневный футбольный турнир, впервые организованный в межсезонье 2009 года автомобильной компанией Audi в честь своего столетия. Турнир проводится каждые два года на стадионе «Альянц Арена» в Мюнхене, Германия.
В 2009 году, на первом турнире победителем стала «Бавария».
Представление первого турнира прошло на Женевском автосалоне 3 марта 2009 года. Проводил представление известный датский автогонщик Том Кристенсен. Также представляли свои клубы Дженарро Гаттузо («Милан»), Уэс Браун («Манчестер Юнайтед»), Карлос Бьянки («Бока Хуниорс») и Вилли Саньоль (Бавария).

## Формат турнира
В первый день турнира играются два полуфинальных матча. Победители этих матчей встречаются в финальном матче и разыгрывают Кубок Audi, а проигравшие в полуфиналах разыгрывают третье место.

## Победители
| Сезон | Победитель        | Счет           | Финалист          | Третье место      | Счет           | Четвертое место | Место проведения       |
| ----- | ----------------- | -------------- | ----------------- | ----------------- | -------------- | --------------- | ---------------------- |
| 2009  | Бавария           | 0–0 (7–6 пен.) | Манчестер Юнайтед | Бока Хуниорс      | 1–1 (4–3 пен.) | Милан           | Альянц Арена, Германия |
| 2011  | Барселона         | 2–0            | Бавария           | Интернасьонал     | 2–2 (2–0 пен.) | Милан           | Альянц Арена, Германия |
| 2013  | Бавария           | 2–1            | Манчестер Сити    | Милан             | 1–0            | Сан-Паулу       | Альянц Арена, Германия |
| 2015  | Бавария           | 1–0            | Реал Мадрид       | Тоттенхэм Хотспур | 2–0            | Милан           | Альянц Арена, Германия |
| 2017  | Атлетико Мадрид   | 1–1 (5-4 пен.) | Ливерпуль         | Наполи            | 2–0            | Бавария         | Альянц Арена, Германия |
| 2019  | Тоттенхэм Хотспур | 2–2 (6-5 пен.) | Бавария           | Реал Мадрид       | 5-3            | Фенербахче      | Альянц Арена, Германия |

## Бомбардиры
| № | Футболист          | Клуб           | Гол(ы) |
| - | ------------------ | -------------- | ------ |
| 1 | Томас Мюллер       | Бавария        | 3      |
| 1 | Тьяго Алкантара    | Барселона      | 3      |
| 2 | Роберт Левандовски | Бавария        | 2      |
| 2 | Леандро Дамиан     | Интернасьонал  | 2      |
| 2 | Златан Ибрагимович | Милан          | 2      |
| 2 | Стефан Эль-Шаарави | Милан          | 2      |
| 2 | Эдин Джеко         | Манчестер Сити | 2      |
| 2 | Марио Манджукич    | Бавария        | 2      |